# Île de la Providence
Pour les articles homonymes, voir Providence.
L'île de la Providence (Isla de Providencia) est une île volcanique faisant partie de l'archipel de San Andrés, Providencia et Santa Catalina et du département colombien homonyme. Elle est située en mer des Caraïbes au large du Nicaragua.
L'île de la Providence se trouve à 87 km au nord-nord-est de l'île de San Andrès et à 223 km à l'est-sud-est de la punta Gorda, sur la côte orientale du Nicaragua. Au nord, se trouve la petite île de Santa Catalina, d'une superficie de 1,18 km2, reliée à la précédente par une passerelle de 200 mètres de long.

## Géographie
La superficie de Providence est de 17 km2. L'île est montagneuse, en son centre se trouvent trois sommets d'environ 360 mètres de haut. Le village de Santa Isabel, aussi appelé « la ville », se trouve au nord de l'île, face à Santa Catalina.
La population actuelle est d'environ 5 100 personnes.

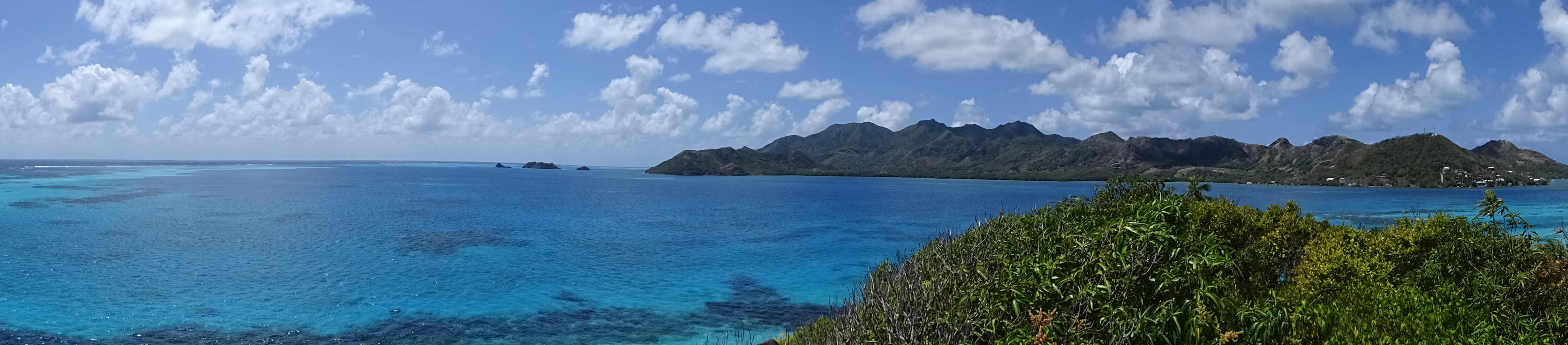
Île de la Providence et le Lagon de McBean pris depuis le Cayo Cangrejo.

## Histoire
À l'origine l'île était inhabitée. Les premiers débarquements se situent entre 1498 et 1502 et étaient le fait de corsaires hollandais, anglais, espagnols et plus tard jamaïcains. L'île a été colonisée à la fin des années 1620 par un groupe de protestants non-conformistes anglais. 
En 1630, un groupe d'aristocrates anglais puritains créa la compagnie de l'île de la Providence (en anglais : Providence Island Company).
En 1641, une expédition espagnole mit fin à la colonie anglaise. Forts de 1 400 hommes, les soldats espagnols commencèrent l'occupation de l'île, à cette époque habitée par 350 Anglais et 381 esclaves, bien qu'il soit probable qu'un nombre considérable d'esclaves aient été évacués vers Saint-Kitts et les Bermudes en prévision de l'attaque. Les habitants ont dû fuir et se sont dirigés vers la côte du Nicaragua, la côte des Mosquitos, où ils se sont mêlés aux indiens homonymes et ont créé une communauté mixte de boucaniers, parlant un anglais créole encore présent chez les Indiens mosquitos aujourd'hui. 
Ces habitants ont rejoint d'autres boucaniers, en particulier ceux de l'île de Roatan, où avait sévi le capitaine flibustier Henry Morgan lorsque l'État de Belize a été créé.